# 9799 Thronium
A 9799 Thronium (ideiglenes jelöléssel (9799) 1996 RJ) egy kisbolygó a Naprendszerben. Timothy B. Spahr fedezte fel 1996. szeptember 8-án.